# 彭沖
彭 沖（ほうちゅう、ペン・チュン、1915年 - 2010年10月18日）は中華人民共和国の政治家。

## 人物
福建省漳州市出身。
1933年3月に中国共産主義青年団加入、1934年8月に中国共産党入党。
上海市長、第11期中国共産党中央政治局（1977年–1982年）の委員、第5・6・7期全国人民代表大会常務委員会副委員長、第7期全国政治協商会議副主席を務めた。
2010年10月18日、北京で死去。95歳没。